# ناحية أشترينان
ناحية أشترينان (بالفارسية: بخش اشترینان) هي ناحية في مقاطعة بروجرد، لرستان، إيران. حسب إحصاء 2016، عدد سكان الناحية 32988 فردا في 10480 عائلة. بالناحية مدينة واحدة هي اشترينان، وبها 3 مناطق ريفية هي قسم بردسرة الريفي، وقسم غودرزي الريفي، وقسم أشترينان الريفي.